# 民生報

2006年11月30日的《民生報》頭條是：〈《民生報》畫下光榮完美句點〉。

《民生報》是一份在台灣發行的中文報紙，於1978年2月18日創刊，內容主要是以民生、體育、影劇消息為主，屬聯合報系旗下。俗稱“吃喝玩樂報”，發行人為王效蘭，2006年12月1日起，停止發行實體報紙，共發行10494號。

## 歷史
- 1978年，《民生報》創刊，由王必成任發行人，王效蘭任社長，張繼高任副社長兼總主筆。
- 1980年，王效蘭任社長兼發行人。
- 1989年10月27日，《民生報》統一改由橫式編排[1]。

## 跨媒體合作
- 1979年至1984年，《民生報》與中華電視台綜藝節目《綜藝100》合作主辦“創作歌謠排行榜”、“國語歌曲排行榜”、“流行歌曲暢銷排行金榜”與“流行歌曲暢銷金碟獎”，在《綜藝100》開闢對應的單元。
- 1981年，《民生報》與中國電視公司合作製播兒童電視節目《兒童天地》，採外景報導，以科學與生態為主題，《民生報》每星期刊登節目內容，播出後中視文化公司發行錄影帶[2]。
- 1986年8月8日台灣時間19時整，《民生報》在台北市中華體育館舉辦「歡樂民生：《民生報》慶祝突破四十萬份讀者聯歡晚會」，中視大樂隊伴奏，倪敏然、徐風主持。[3]
- 1986年9月6日台灣時間19時10分，《民生報》與中華民國電視學會在中華體育館主辦「風雨送愛心：全國藝人聯合賑災義演會」，為韋恩風災重災區賑災，第一段主持人為高凌風與崔苔菁，第二段主持人為趙樹海與蔡琴，第三段主持人為葉青與徐風，第四段主持人為倪敏然與潘迎紫，第五段主持人為凌峰與張琍敏，第六段主持人為田文仲與陸小芬，以群星合唱〈明天會更好〉作結。[4]
- 1987年12月2日台灣時間19時整，臺灣電視公司、中國電視公司、中華電視台與《民生報》在中華體育館主辦「為老兵而唱」義演晚會，贊助中華民國國軍老兵返鄉探親，共募集專款新臺幣一億五千餘萬元。[5]
- 1990年代，《民生報》與台灣區唱片工業同業公會、中華民國消費者文教基金會及中華電視公司合作舉辦“金曲龍虎榜”（1998年改名為“歡樂龍虎榜”），供民眾票選每週最佳專輯與最佳歌曲。每週票選結果，會在華視頻道每週播出一集的綜藝節目《金曲龍虎榜》及其後繼節目《歡樂龍虎榜》公布。
- 1990年代，《民生報》與中國電視公司兩個綜藝節目《歡樂八點見》、《娛樂星聞 小燕有約》合作不定期播出的單元〈歡樂民生影友會〉，每集邀請一位藝人或一組藝人團體與其愛好者同樂。
- 1990年代，《民生報》與中國電視公司綜藝節目《歡樂一百點》合作不定期播出的單元〈百點民生影友會〉，每集邀請一位藝人或一組藝人團體與其愛好者同樂。《民生報》與《歡樂一百點》也會合辦晚會，並在《歡樂一百點》錄影播出晚會內容。
- 1992年9月17日，《民生報》、中國電視公司與味王共同主辦成功嶺勞軍晚會「強強滾勞軍之夜」，張菲、檢場、張辰主持[6]。
- 1992年12月31日台灣時間21時整至1993年1月1日1時整，《民生報》、中華電視公司與明星棒球隊在臺北市立棒球場主辦慈善棒球賽「1992年歲末送暖明星棒球義賽」，華視全程錄影並安排於1993年1月1日上午播出，是臺灣棒球史上首次跨年棒球賽。
- 1994年，臺灣省政府、臺灣電視公司、《聯合報》與《民生報》在台中市中興堂主辦「關愛鄉土：疼惜我們的所在」晚會，陳美鳳、澎恰恰主持，臺灣電視公司錄影剪輯為《楊麗花關愛鄉土特別演出》播出。
- 1999年8月30日至1999年12月31日，每週一至週五晚間，中國電視公司在《中視新聞全球報導》中段廣告後播出台灣保育動物影片《中視新聞千禧倒數 跨世紀的台灣生態》，這是中國電視公司、《民生報》與金車教育基金會合製的影片。[7]
- 2000年以後，每年的春節假期，《民生報》常常與中華電視公司合作製播《歡樂民生》系列賀歲特別節目（節目名稱通常以「歡樂民生」四字開頭，故名）。
- 中華電視公司綜藝節目《快樂星期天》在李明依主持期間，曾與《民生報》合作製播「快樂民生演唱會」，並於節目中播出。

## 來源
1. ↑  焦點新聞版，《民生報》1989-10-27
2. ↑  李秀美. . 《媒體識讀教育月刊》第20期 (媒體識讀教育基金會). 日期不詳  [2016-02-06]. （原始内容存档于2016-02-10）. （民國）七十年代的兒童節目可稱道的變革之一是開始重視科學教育，其中以中視「兒童天地」最為人所熟知。該節目與民生報合作，採外景報導，以科學和生態為主題，民國七十年八月六日播出第一集迄今，節目存量近千集。節目內容每周在民生報刊登，播出後由中視文化公司發行節目錄影帶，帶動國內兒童節目經營上的另一範例，這也是該節目能長存的主因。
3. ↑  本報訊，〈40萬份的收穫 要把歡樂送給讀者〉，《民生報》1986年8月8日第11版。
4. ↑  台北訊，〈風雨送愛心 藝人義舉 群星賑災秀 載歌載舞〉，《聯合報》1986年9月7日第3版。
5. ↑  中華民國電視學會電視年鑑編纂委員會 編纂，《中華民國電視年鑑第五輯：民國七十五年至七十六年》，中華民國電視學會1988年6月30日出版，第56頁。
6. ↑  卜人美、郭肇舫、鍾豐榮. . 民生報. 1992-09-18: 10 （中文（臺灣））.
7. ↑  中華民國電視學會無線電視年鑑編纂委員 編纂，《中華民國無線電視年鑑第十一輯：民國八十七年至八十八年》，中華民國電視學會2000年6月30日出版，第171頁。